# 안개

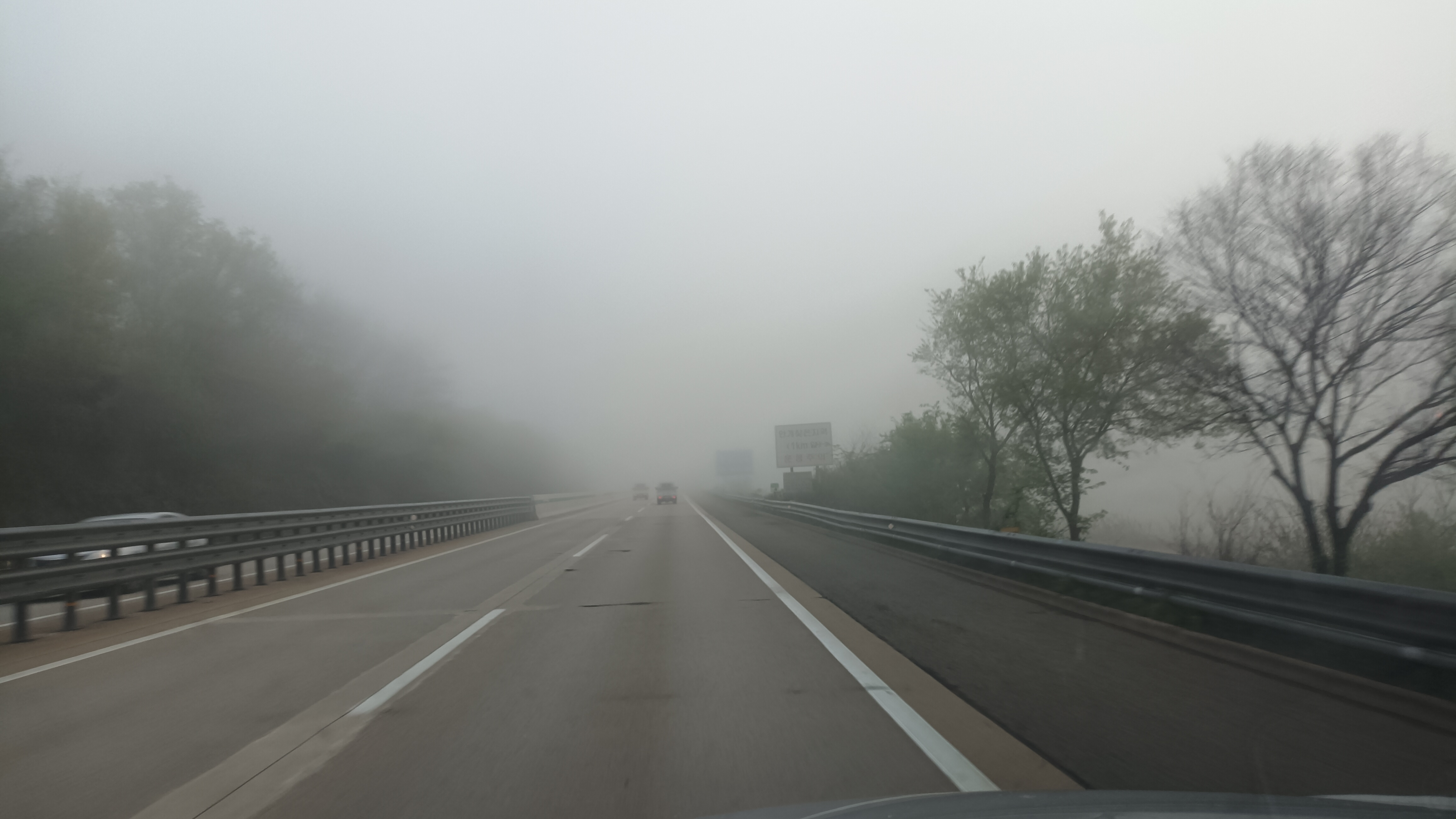
중앙고속도로의 안개, 의성군 안평면

안개 낀 도로

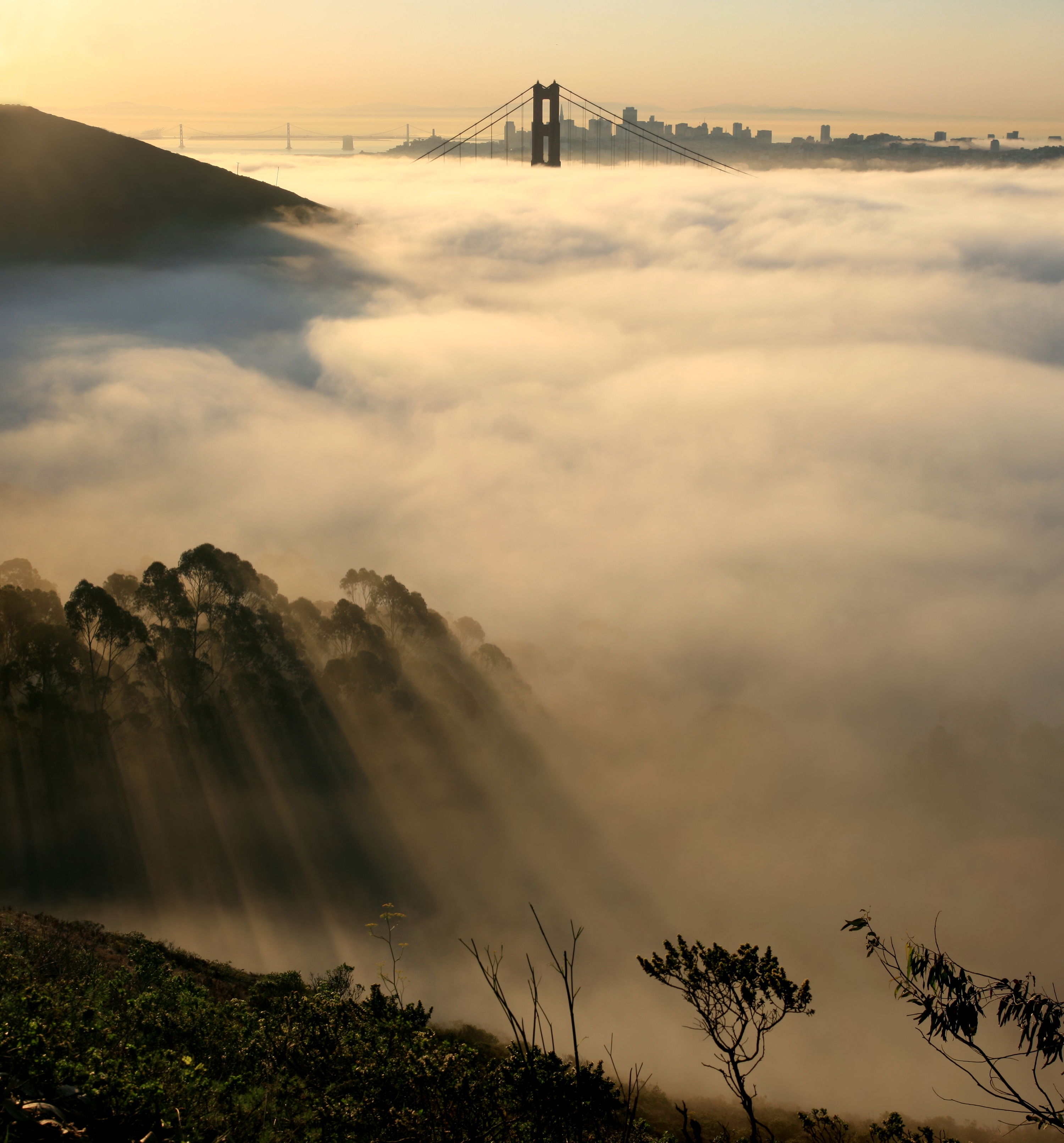
샌프란시스코에 낀 안개.

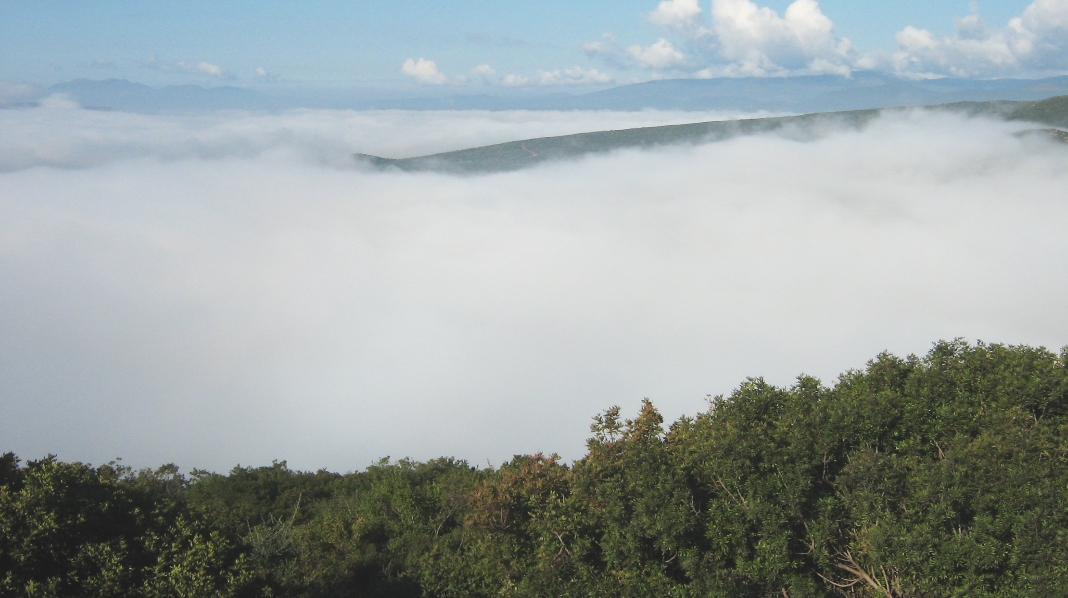
알제리의 부세구프 근처 계곡의 안개

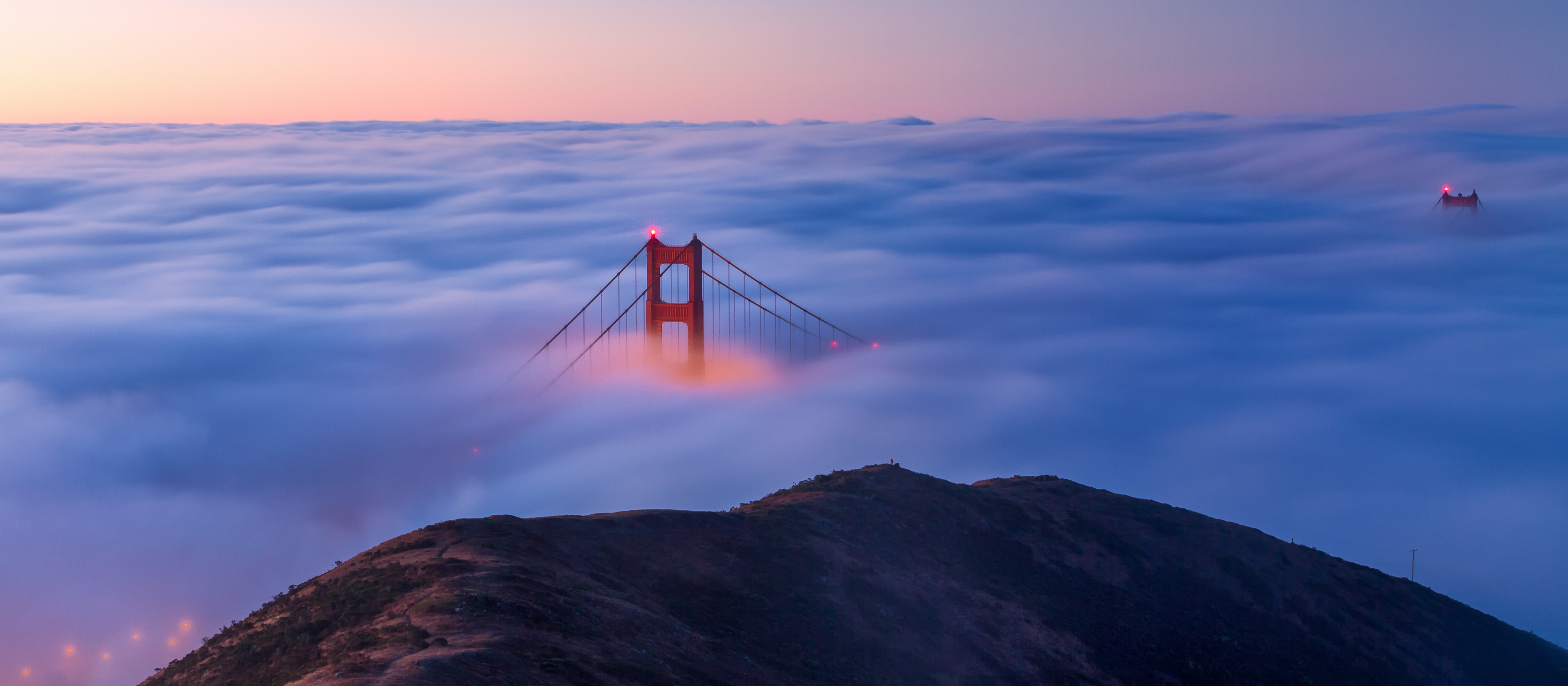
금문교의 아침안개

안개(Fog)는 수증기를 포함한 대기의 온도가 어떤 이유로 내려가 이슬점 온도에 도달할 때 포함된 수증기가 크기 1~5μm 크기의 작은 물입자가 되어 공중에 뜬 상태를 말한다. 대기에 떠다니는 작은 물방울의 모임 중에서 지표면과 접촉하며 가시거리가 1,000m 이하가 되게 만드는 것이며, 구름과 비슷한 현상이며 일종의 저지대 구름으로 간주될 수 있다. 인근의 물, 지형 및 바람 상태에 크게 영향을 받는다. 육지에서 발생한 안개를 육무(陸霧), 바다에서 발생한 안개를 해무(海霧)라고 부른다.
안개는 습도가 높고, 기온이 이슬점 이하일 때 형성되며, 흡습성의 작은 입자인 응결핵이 있으면 잘 형성된다. 하층운이 지표면까지 하강하여 생기기도 한다. 안개는 관측자의 입장에 따라 달라져 높은 산 위의 것은 지상에서 관측하면 구름, 산 위에서 관측하면 안개라 한다. 안개는 그 밀도에 따라 짙은 안개 등으로 분류된다. 세계에서 안개가 가장 많이 발생하는 곳은 캐나다 뉴펀들랜드섬이다. 캘리포니아, 뉴펀들랜드 등이 1년에 200일 이상 안개가 발생한다.

## 생성
지상에서 증발된 물은 수증기가 되어 공기중으로 올라가면서 팽창하여 차가워진다. 공기는 일정한 온도에서 일정한 양의 수증기만을 포함할 수 있다. 기온이 내려가 공기가 포화 상태에 이르면 일부 수증기는 응결되어 안개가 된다. 그러다가 기온이 올라가 공기가 포함할 수 있는 수증기의 양이 늘어나면 안개는 사라진다. 특징에 따라 이류안개·전선안개·복사안개·활승안개로 나눈다.

## 종류
안개는 생성 원리에 따라 아래와 같이 구분한다.

### 복사 안개
지표면의 복사냉각으로 인해 발생하는 안개이다. 바람이 거의 없고 상대습도가 90% 이상으로 높을 때 복사냉각으로 인해 지표의 온도가 공기의 온도보다 낮아지면 발생한다. 이 안개는 그리 높게 발달하지 않고, 대체로 내륙 지방에 형성되며, 해가 뜨면 기온이 상승해 보통 발생 후 1~2시간 내에 소산된다. 지형적인 영향으로 산간 분지 지역은 복사냉각으로 찬 공기가 경사면을 타고 내려와 안개가 발생하며 이를 땅안개라고도 한다.

### 이류 안개 (해무)
이류 안개 또는 이류무(異流霧, Advection Fog)는 비교적 따뜻하고 습한 공기가 차고 습한 공기 위를 천천히 지나갈 때 그 밑부분이 냉각되어 공기가 포화 상태에 이르러 형성되는 안개로, 대체로 해안 지방에 형성된다. 해상에서 발생하는 안개는 대부분 이류안개로 이를 연안무(沿岸霧, Coastal Fog) 또는 해무(Marine/Sea Fog)라 한다. 육상 안개보다 두껍고 새벽뿐 아니라 심야나 주간에도 발생할 수 있다.

### 증발 안개 (증기무)
증발안개 또는 증기안개(蒸發霧, Evaporation Fog)는 이류무(해무)와 반대로 차갑고 건조한 공기 덩어리가 상대적으로 따뜻한 수면 위를 이동할 때 급격한 증발에 의해 생기는 안개이다. 겨울철 맑은 날 새벽에 호수나 하천 수면에서 올라오는 김이 대표적 예시이다. 여름에도 맑은 날 밤에 복사냉각이 잘 되고 산으로 둘러싸인 분지 지형에서 냉기의 침강으로 호수나 하천에서 발생할 수 있다.

### 전선 안개
온난 또는 한랭전선이 통과할 때 발생한다. 전선의 따뜻한 기층에서 내려온 빗방울이 지표면 쪽의 찬 기층으로 증발해서 생기게 된다.

### 박무
박무(薄霧, 영어: mist)는 대기중 수증기의 응결에 의하여 형성된 것으로 안개보다 시정이 좋은 상태를 가리킨다. 대한민국 기상청 기준은 가시거리 1 km 이상 10 km 미만 상태에서 상대습도 70% 이상을 말한다. 70% 이하는 연무라고 한다.

## 안개로 인한 사고
안개는 시정을 급격하게 떨어뜨려 도로교통, 항공, 선박 사고의 원인이 된다. 2006년 10월 서해대교 29중 추돌 사고나 2015년 영종대교 연쇄 추돌 사고는 한국의 안개가 직접 원인이 된 사고였다. 해외에서도 1977년에 일어난 테네리페 공항 참사나 2024년 바르자칸 헬리콥터 추락 사고의 경우 안개가 사고의 원인 중 하나였다.

### 안개 시 운전 요령
자동차 운전 시 가장 위험한 기상 현상은 안개로 교통안전공단이 기상 상태로 인한 사고 발생 현황을 분석한 결과 안개 시 교통사고 치사율이 맑은 날보다 약 5.3배 높다. 안개 시 사고는 대부분 연쇄 추돌형 사고로 대형 사고로 이어지며 전조등을 켜도 빛이 흡수되거나 난반사되어 시야가 제한된다. 따라서, 안개 발생 시에는 운전에 각별히 주의하여야 하며 안개 시 운전 요령은 다음과 같다.
주행 전
- 출발 전 대한민국 기상청의 안개 예보와 안개 다발 구간 정보를 확인한다.
- 안개등, 비상등, 전조등 작동 상태를 점검한다.
- 안개가 주로 발생하는 시간대인 새벽과 일출 시를 피해서 운행한다. 다만, 대관령 등 고산 지대나 바다(특히 서해)에 인접한 지역은 안개가 하루 종일 지속되는 경우도 있다.

안개 발생 시
- 안개 확인 시 즉시 비상등을 점등하고 안개등(없으면 하향 전조등)이나 차폭등을 켠다. 비상등은 파장대가 더 길어 운전자의 시야 확보에 유리하다.
- 천천히 감속하고 속도는 아래 문단에 제시된 것과 같이 주행한다. 이때 뒤 차를 고려하여 갑자기 가속하거나 감속하지 않는다.
- 안개 시정 표지, 앞 차의 미등이나 차선, 가드레일, 표지판 등을 기준으로 가시 거리를 확인하고 안전거리를 유지한다.
- 중앙선 침범 방지를 위해 가급적 우측 주행차로를 이용한다.
- 차간거리는 평소보다 2배 이상 확보하고 앞 차를 무리하게 쫓아가지 않는다.
- 라디오의 교통정보와 고속도로 안개주의 표지판, 전광판 등으로 도로정보를 파악한다. (다만, 시정이 심각하게 낮을 경우 전광판이 안개에 묻혀 아예 보이지 않을 수도 있다.)
- 뒤따르는 차량을 잘 살피고 본선 상에서 절대 정지하지 않는다.
- 창문을 열고 청각으로 주변의 소리를 들으며 교통 상태를 확인한다.
- 강변도로나 하천을 지나는 도로에서는 시정이 일시적으로 급격히 감소할 수 있어 더욱 주의해야 한다.
- 안개의 경계가 되는 터널의 입구는 특히 주의한다.
- 시골길에서는 서행하는 농기계와 보행자를 주의한다.

#### 안전속도
여러 연구에 의하면 시정 250 m 이상에서는 충분한 안전운행이 가능하나 그 이하에서는 속도를 줄여야 한다. 임채홍(2006)에 의하면 시정 200 m가 확보되지 않으면 교통사고 건수와 심각도가 급격히 높아지며, 안전속도는 시정 100~200 m에서 60 km/h, 시정 100 m 이하에서 40 km/h로 결정하였다. 시정 100~200 m 일때는 교통사고 건수가 2.5배 증가하였으나 시정 100 m 이하에서는 차량의 속도가 낮아져 교통사고 건수가 상대적으로 감소하였다.
도로교통법상 시정 100 m의 안개 시에는 속도를 절반으로 줄여야 하지만 이러한 규정을 지키는 자동차는 거의 없다. 안갯길 영종대교를 지나는 차량 2만 8천여 대를 조사한 결과 규정대로 50% 이상 감속한 차량은 41대(0.15%)에 불과했다.
최소정지시거(Minimum Stopping Sight Distance : MSSD)는 운전자가 동일 차로상에 있는 장애물 내지 위험 요소를 알아차리고 제동을 실시하여 안전하게 정지하거나 장애물을 피해 주행하기 위해 필요한 최소한의 거리이다. 수학적으로 최소정지시거는 속도, 도로 마찰계수, 종단경사, 인지반응시간 등에 의해 결정되며 그 계산식은 다음과 같다.
{\displaystyle D=d_{1}+d_{2}={\frac {V}{3.6}}t+{\frac {V^{2}}{254f}}=0.694V+{\frac {V^{2}}{254f}}}
({\displaystyle D} : 정지시거 (m), {\displaystyle d_{1}} : 반응시간 동안의 주행거리, {\displaystyle d_{2}} : 제동정지거리, {\displaystyle V} : 설계속도 (km/h), {\displaystyle t} : 반응시간 (2.5초), {\displaystyle f} : 노면 습윤 상태에서 종방향 미끄럼 마칠계수)
| 설계속도 km/h | {\displaystyle f} | 계산치 m | 시정                          |
| ------------- | ----------------- | -------- | ----------------------------- |
| 120           | 0.28              | 285.8    | -                             |
| 110           | 0.28              | 246.5    | -                             |
| 100           | 0.29              | 205.2    | -                             |
| 90            | 0.3               | 168.8    | -                             |
| 80            | 0.3               | 139.5    | -                             |
| 70            | 0.31              | 110.8    | -                             |
| 60            | 0.32              | 85.9     | 시정 100~200 m에서의 안전속도 |
| 50            | 0.34              | 63.6     | 시정 100~200 m에서의 안전속도 |
| 40            | 0.37              | 44.8     | 시정 100 m 이하의 안전속도    |
| 30            | 0.44              | 28.9     | 시정 100 m 이하의 안전속도    |
| 20            | 0.44              | 17.5     | 시정 100 m 이하의 안전속도    |

대한민국 도로교통법 제19조에 의하면, 안개로 가시거리가 100 m 이내인 경우 최고제한속도의 절반 이하의 속도―고속도로는 50~55 km/h, 자동차전용도로는 40 km/h, 일반도로는 30 km/h 이하―로 운행하여야 한다.
제19조(자동차등과 노면전차의 속도) 1. 법 제17조제1항에 따른 자동차과 노면전차의 도로 통행 속도는 다음 각 호와 같다.
(중략)
2. 비ㆍ안개ㆍ눈 등으로 인한 거친 날씨에는 제1항에도 불구하고 다음 각 호의 기준에 따라 감속 운행해야 한다. 다만, 경찰청장 또는 시ㆍ도경찰청장이 별표 6 Ⅰ. 제1호타목에 따른 가변형 속도제한표지로 최고속도를 정한 경우에는 이에 따라야 하며, 가변형 속도제한표지로 정한 최고속도와 그 밖의 안전표지로 정한 최고속도가 다를 때에는 가변형 속도제한표지에 따라야 한다.

1. 최고속도의 100분의 20을 줄인 속도로 운행하여야 하는 경우

가. 비가 내려 노면이 젖어있는 경우

나. 눈이 20밀리미터 미만 쌓인 경우

2. 최고속도의 100분의 50을 줄인 속도로 운행하여야 하는 경우

가. 폭우ㆍ폭설ㆍ안개 등으로 가시거리가 100미터 이내인 경우

나. 노면이 얼어 붙은 경우

다. 눈이 20밀리미터 이상 쌓인 경우
— 대한민국 도로교통법 제19조

안개 시정에 의한 속도 제한 범위는 다음과 같다.
| 제한 속도 km/h | 100      | 80       | 50       | 30      | 폐쇄    |
| 등급           | 관심     | 주의     | 경계     | 심각    | 심각    |
| -------------- | -------- | -------- | -------- | ------- | ------- |
| 시정 m         | 250 이상 | 250 이하 | 100 이하 | 50 이하 | 10 이하 |

## 안개 관련 작품

### 미술
- 안개 바다 위의 방랑자 - 카스파르 다비트 프리드리히

### 음악
- 안개낀 장충단공원 - 배호
- 물안개 - 석미경
- 안개 - 정훈희
- 안개꽃 추억으로 - 이문세
- 안개속의 두 그림자 - 함중아
- 밤안개 - 현미
- 안개 - 와일드 그레이 (뮤지컬)

### 예능
- 위기탈출 넘버원 475회 - KBS 2TV

## 같이 보기
- 한국의 안개
- 자동차 조명
- 안개 수집
- 무적
- 전방 시현기
- 구름
- 하부브
- 연기 (화학)
- 스모그
- 화이트아웃
- 층운